# Tomocerina minuta
Tomocerina minuta is een springstaartensoort uit de familie van de Tomoceridae. De wetenschappelijke naam van de soort is voor het eerst geldig gepubliceerd in 1876 door Tullberg.